# Маунтин-Лейк (тауншип, Миннесота)
Маунтин-Лейк (англ. Mountain Lake) — тауншип в округе Коттонвуд, Миннесота, США. На 2000 год его население составило 442 человека.

## География
По данным Бюро переписи населения США площадь тауншипа составляет 92,6 км², из которых 92,5 км² занимает суша, а 0,2 км² — вода (0,17 %).

## Демография
По данным переписи населения 2000 года здесь находились 442 человека, 99 домохозяйств и 88 семей.  Плотность населения —  4,8 чел./км².  На территории тауншипа расположена 101 постройка со средней плотностью 1,1 построек на один квадратный километр. Расовый состав населения: 96,61 % белых, 2,26 % афроамериканцев, 0,68 % азиатов и 0,45 % приходится на две или более других рас. Испанцы или латиноамериканцы любой расы составляли 2,49 % от популяции тауншипа.
Из 99 домохозяйств в 48,5 % воспитывались дети до 18 лет, в 84,8 % проживали супружеские пары, в 2,0 % проживали незамужние женщины и в 11,1 % домохозяйств проживали несемейные люди. 9,1 % домохозяйств состояли из одного человека, при том 6,1 % из — одиноких пожилых людей старше 65 лет. Средний размер домохозяйства — 3,91, а семьи — 4,11 человека.
43,7 % населения — младше 18 лет, 8,4 % — в возрасте от 18 до 24 лет, 24,9 % — от 25 до 44, 12,4 % — от 45 до 64, и 10,6 % — старше 65 лет. Средний возраст — 22 года. На каждые 100 женщин приходилось 98,2 мужчин.  На каждые 100 женщин старше 18 приходилось 104,1 мужчин.
Средний годовой доход домохозяйства составлял 27 143 доллара, а средний годовой доход семьи —  27 639 долларов. Средний доход мужчин —  25 000  долларов, в то время как у женщин — 15 000. Доход на душу населения составил 8240 долларов. За чертой бедности находились 25,8 % семей и 49,8 % всего населения тауншипа, из которых 59,8 % младше 18 и 37,3 % старше 65 лет.